# 19676 Офеліяаґілар
19676 Офеліяаґілар (19676 Ofeliaguilar) — астероїд головного поясу, відкритий 9 вересня 1999 року.
Тіссеранів параметр щодо Юпітера — 3,616.